# Krakatauia graciosa
Krakatauia graciosa är en tvåvingeart som beskrevs av Daniel J. Bickel 2008. Krakatauia graciosa ingår i släktet Krakatauia och familjen styltflugor. Inga underarter finns listade i Catalogue of Life.